# Ковалевский, Антон Анатольевич (белорусский футболист)
Антон Анатольевич Ковалевский (бел. Антон Анатолевіч Кавалеўскі; 2 февраля 1986, Магдебург, ГДР) — белорусский футболист, игравший на позиции вратаря.

## Клубная карьера
Играл за дубль «Нафтана» и «МТЗ-РИПО», а с 2008 года стал основным вратарем новополоцкого клуба. В 2009 году уступил место в основе Николаю Романюку и перешёл в «Витебск», где, однако, тоже не смог закрепиться. После играл за различные клубы, в 2012 году вместе с могилёвском «Днепром» стал победителем Первой лиги.
В феврале 2013 года подписал контракт с бобруйской «Белшиной». В «Белшине» стал вторым вратарем после Дмитрия Гущенко, но иногда появлялся и в стартовом составе. 19 октября 2013 года в матче с «Нафтаном» получил тяжелую травму в столкновении с Игорем Кривобоком, но вскоре вернулся в строй.
В январе 2014 года продлил контракт с бобруйским клубом. В сезоне 2014 чередовался в основном составе с Андреем Щербаковым. В конце июля того же года покинул бобруйский клуб.
В октябре 2014 года присоединился к перволиговой «Ислочи». Стал основным вратарем этого клуба, но по окончании сезона 2014 покинул «Ислочь». В 2015 году завершил карьеру, уехав работать на Камчатку.

### Международная
Был включен в состав молодёжной сборной Беларуси, как запасной вратарь, на Молодёжный Чемпионат Европы 2009 в Швеции.

## Достижения
- Чемпион Первой лиги Беларуси: 2012
- Обладатель Кубка Беларуси: 2008/09